# الليبية للشحن الجوي

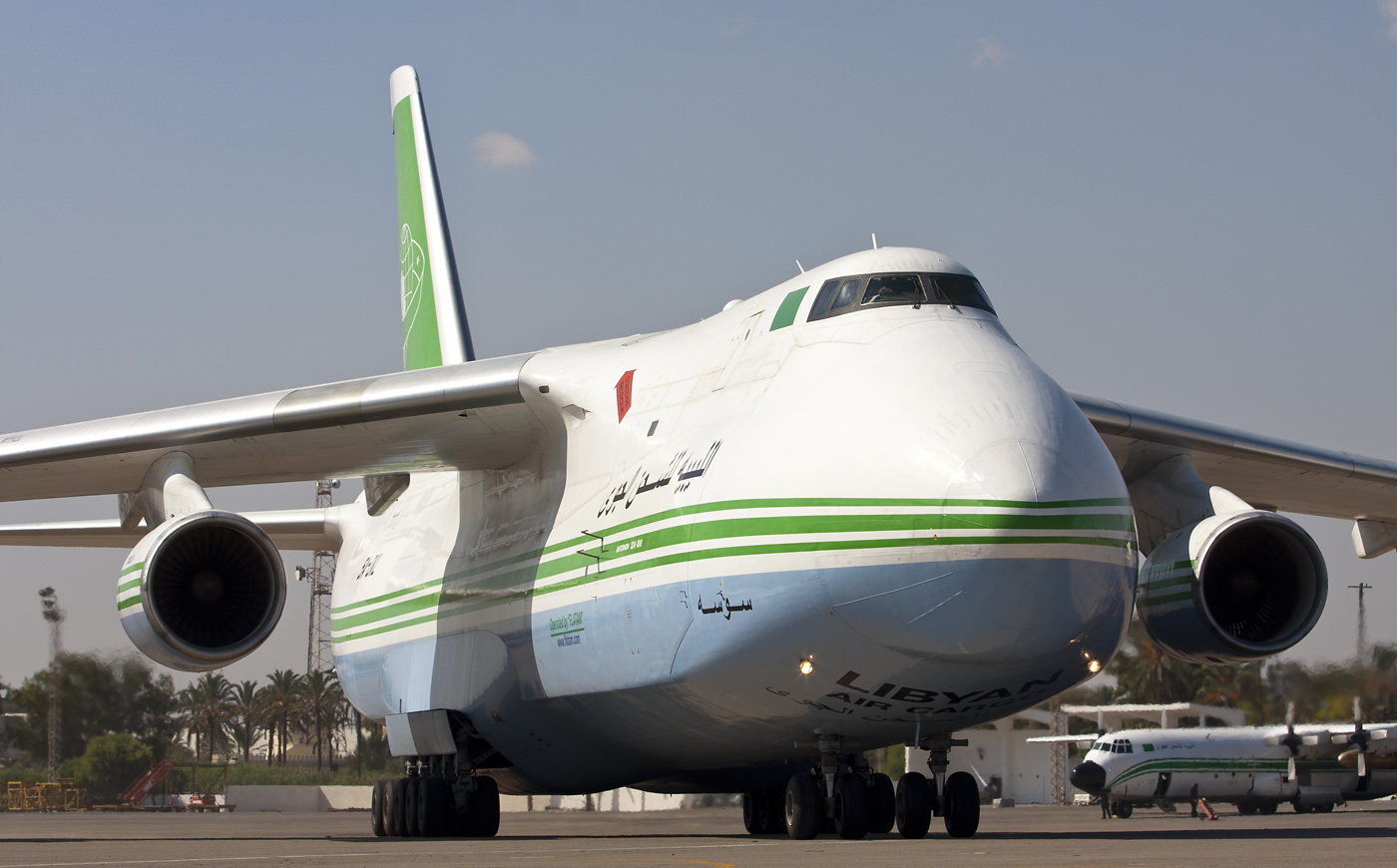
كبرى طائرات أفريقيا

الشركة الليبية للشحن الجوي شركة شحن جوي ليبية.